# Pacific (miniserial TV)
Pacific este un miniserial TV dramatic de război american din 2010, produs de HBO, Playtone și DreamWorks, care a avut premiera în Statele Unite ale Americii la 14 martie 2010.
Este un „succesor spiritual” al miniserialului HBO Camarazi de război (Band of Brothers, 2001) și se concentrează pe acțiunile infanteriei marine a Statelor Unite ale Americii în Teatrul de Operațiuni din Pacific în cadrul Războiului din Pacific mai larg. În timp ce Band of Brothers i-a urmat pe oamenii companiei Easy din Regimentul 506 de infanterie de parașutiști prin Teatrul European, Pacific se concentrează pe experiențele a trei pușcași marini (Robert Leckie, Eugene Sledge și John Basilone) care erau în regimente diferite (1, 5 și respectiv 7) din Divizia 1 Marină.
Pacific prezintă bătăliile Diviziei 1 Marină din Pacific, cum ar fi Guadalcanal, Cape Gloucester, Peleliu și Okinawa, precum și implicarea lui Basilone în Bătălia de la Iwo Jima. Se bazează în principal pe memoriile a doi pușcași marini americani: With the Old Breed: At Peleliu and Okinawa de Eugene Sledge și Helmet for My Pillow de Robert Leckie. De asemenea, se bazează pe memoriile lui Sledge China Marine și Red Blood, Black Sand, memoriile lui Chuck Tatum, un pușcaș marin care a luptat alături de Basilone la Iwo Jima.

## Distribuție
- James Badge Dale - Pfc. Robert Leckie (1920–2001)
- Ashton Holmes - Cpl. Sidney Phillips (1924–2015)
- Josh Helman - Pfc. Lew "Chuckler" Juergens (1918–1982)
- Keith Nobbs - Pfc. Wilbur "Runner" Conley (1921–1997)
- Jacob Pitts - Pfc. Bill "Hoosier" Smith (1922–1985)
- Toby Leonard Moore - 2nd Lt. Stone
- Henry Nixon - 1st Lt. Hugh Corrigan (1920–2005)
- Tom Budge - Pfc. Ronnie Gibson
- Caroline Dhavernas - Vera Keller
- Joseph Mazzello - Cpl. Eugene Sledge (1923–2001)
- Rami Malek - Cpl. Merriell "Snafu" Shelton (1922–1993)
- Martin McCann - Sgt. R.V. Burgin (1922–2019)
- Brendan Fletcher - Pfc. Bill Leyden (1926–2008)
- Linda Cropper - Mary Frank Sledge (1893–1989)
- Conor O'Farrell - Dr. Sledge (1887–1954)
- Dylan Young - Pfc. Jay De L'Eau (1923–1997)
- Leon Ford - 1st Lt. Edward "Hillbilly" Jones (1917–1944)
- Scott Gibson - Capt. Andrew Haldane (1917–1944)
- Gary Sweet - MGySgt. Elmo "Gunny" Haney (1898–1979)
- Jon Seda - GySgt. John Basilone (1916–1945)
- Joshua Bitton - Sgt. J.P. Morgan (1919–1980)
- William Sadler - Lt. Col. Lewis "Chesty" Puller (1898–1971)
- Jon Bernthal - Sgt. Manuel "Manny" Rodriguez (1922−1942)
- Annie Parisse - Sgt. Lena Basilone (1913–1999)

## Episoade
| Nr. | Titlu                                 | Regizat de                  | Scris de                                                 | Data difuzării  | US telespectatori (milioane) |
| --- | ------------------------------------- | --------------------------- | -------------------------------------------------------- | --------------- | ---------------------------- |
| 1 | „Episod 1” „Guadalcanal/Leckie”       | Tim Van Patten              | Bruce C. McKenna                                         | 14 martie 2010  | 3.08                         |
| Robert Leckie și Regimentul 1 al Marinei ajung la Guadalcanal și iau parte la Bătălia de la Tenaru. Eugene Sledge își convinge părinții să-i permită să se alăture războiului. Bătălia de la Insula Savo este prezentată pe scurt. |                                       |                             |                                                          |                 |                              |
| 2 | „Episod 2” „Basilone”                 | David Nutter                | Bruce C. McKenna                                         | 21 martie 2010  | 2.79                         |
| John Basilone și Regimentul 7 al Marinei ajung pe insula Guadalcanal pentru a consolida apărarea în jurul câmpului Henderson. Basilone, încercând să-și mute mitraliera într-o poziție mai bună, apucă cu mâna goală țeava fierbinte în timpul acțiunii, arzându-și puternic brațele dar continuă să lupte. |                                       |                             |                                                          |                 |                              |
| 3 | „Episod 3” „Melbourne”                | Jeremy Podeswa              | George Pelecanos and Michelle Ashford                    | 28 martie 2010  | 2.77                         |
| Divizia 1 Marină de pe Guadalcanal este scutită de lupte și ajunge în Melbourne, Australia. Leckie se îndrăgostește de Stella Karamanlis, o australiană de origine greacă, care îl invită să stea acasă la părinții ei. Basilone primește Medalia de Onoare și este trimis acasă să vândă obligațiuni de război. |                                       |                             |                                                          |                 |                              |
| 4 | „Episod 4” „Gloucester/Pavuvu/Banika” | Graham Yost                 | Robert Schenkkan and Graham Yost                         | 4 aprilie 2010  | 2.52                         |
| Eugene Sledge se înrolează la pușcașii marini și se antrenează pentru luptă, în timp ce Leckie și Divizia 1 Marină sunt în acțiune la Cape Gloucester. După această bătălie, Leckie și Divizia 1 sosesc în Pavuvu, care servește drept casă temporară pentru Divizia 1. Leckie este tratat pentru incontinență urinară cauzată de stresul de luptă.                                                                                                   |                                       |                             |                                                          |                 |                              |
| 5 | „Episod 5” „Peleliu Landing”          | Carl Franklin               | Laurence Andries and Bruce C. McKenna                    | 11 aprilie 2010 | 2.71                         |
| Sledge se reîntâlnește cu un vechi prieten, Sidney Phillips. Leckie se integrează din nou cu stilul de viață din prima linie a frontului. Sledge și Leckie ajung cu Divizia 1 Marină la Peleliu. |                                       |                             |                                                          |                 |                              |
| 6 | „Episod 6” „Peleliu Airfield”         | Tony To                     | Bruce C. McKenna, Laurence Andries, and Robert Schenkkan | 18 aprilie 2010 | 2.38                         |
| Pușcașii marini se deplasează pentru a cuceri un aerodrom important de pe Peleliu. Leckie are o contuzie în timpul bătăliei în timp ce încearcă să transmită un mesaj către infirmier. Cu o față plină de șrapnel și o mobilitate limitată, el este evacuat și trimis să se recupereze pe o navă-spital, în timp ce luptele continuă. |                                       |                             |                                                          |                 |                              |
| 7 | „Episod 7” „Peleliu Hills”            | Tim Van Patten              | Bruce C. McKenna                                         | 25 aprilie 2010 | 2.55                         |
| Sledge și Regimentul 5 al Marinei se mută pe culmea Bloody Nose Ridge de pe Peleliu pentru a-i înfrunta pe japonezi. Andrew "Ack-Ack" Haldane este împușcat și ucis de un lunetist japonez în timp ce evaluează zona Dealului 140. |                                       |                             |                                                          |                 |                              |
| 8 | „Episod 8” „Iwo Jima”                 | David Nutter Jeremy Podeswa | Robert Schenkkan and Michelle Ashford                    | 2 mai 2010      | 2.34                         |
| Basilone este transferat la Divizia 5 Marină unde antrenează pușcașii marini pentru a intra în luptă. Acolo o întâlnește și se căsătorește cu Lena Riggi. Apoi ajunge la Iwo Jima, dar este ucis în acțiune |                                       |                             |                                                          |                 |                              |
| 9 | „Episod 9” „Okinawa”                  | Tim Van Patten              | Bruce C. McKenna                                         | 9 mai 2010      | 1.81                         |
| Sledge și Divizia 1 ajung pe Okinawa. Sledge, acum un veteran experimentat, devine mai cinic și nu mai arată nicio compasiune pentru japonezi. Bărbații sunt îngroziți să descopere că civilii din Okinawa, inclusiv femei și copii, sunt forțați să acționeze ca scuturi umane. În timp ce el și alții se pregătesc să se întoarcă acasă de la Okinawa, aud știri despre o „nouă bombă” care „au vaporizat un întreg oraș [japonez] într-o clipită”. |                                       |                             |                                                          |                 |                              |
| 10 | „Episod 10” „Home”                    | Jeremy Podeswa              | Bruce C. McKenna and Robert Schenkkan                    | 16 mai 2010     | 1.96                         |
| Sledge și Leckie se întorc acasă după Capitularea Japoniei. Sledge este încă bântuit de ororile războiului. Leckie începe o relație cu Vera. Văduva lui Basilone, Lena, îi vizitează părinții și le dă Medalia lui de Onoare. |                                       |                             |                                                          |                 |                              |